# Rudolf Otto Neumann

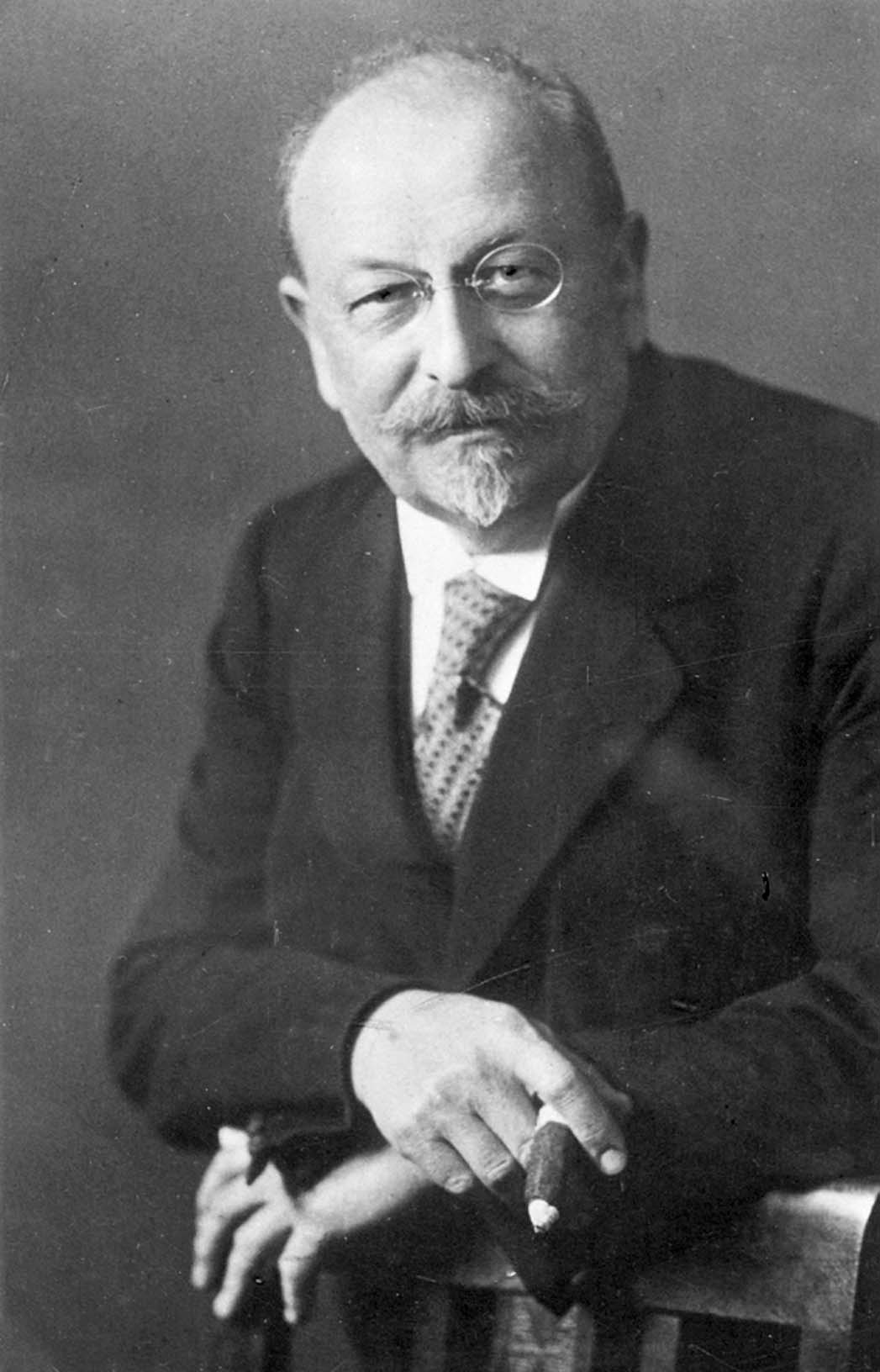
Rudolf Otto Neumann

Rudolf Otto Neumann (* 29. Juni 1868 in Seifhennersdorf, Sachsen; † 5. April 1952 in Hamburg) war ein deutscher Hygieniker, Bakteriologe, Virologe und Ernährungswissenschaftler. Nach Studien in den Fächern Pharmazie und Medizin war er als wissenschaftlicher Mitarbeiter an verschiedenen hygienisch-bakteriologischen Forschungseinrichtungen Deutschlands tätig. 1902 habilitiert, wurde er als Professor für Hygiene an die Universität Gießen berufen, wo er bis 1914 tätig war. Anschließend wechselte er an die Universität Bonn. Den dortigen Lehrstuhl hatte er bis 1922 inne. Bis 1937 war er daraufhin schließlich Direktor des Hygienischen Staats-Instituts (heute Institut für Hygiene und Umwelt) in Hamburg.

## Leben und Forschungen

### Schulzeit, Ausbildung und Studium
Neumann wurde 1868 etwa 20 Kilometer südlich von Zittau in einem kleinen sächsischen Ort als Sohn des Kantors und Dorfschullehrers Heinrich Neumann geboren. Er hatte einen älteren und zwei jüngere Brüder und wurde durch seinen Vater bereits in jungen Jahren für die Naturwissenschaften und das genau beobachtende Beschreiben begeistert. Da die finanziellen Verhältnisse der Familie eine langjährige Ausbildung nicht ermöglichten, verließ er das Gymnasium zu Zittau nach der Obersekunda ohne Abschluss. Wie zuvor bereits sein älterer Bruder Bernhard absolvierte er ab 1886 eine pharmazeutische Lehre, die er 1889 mit dem Examen abschloss, und arbeitete mehrere Jahre als Apothekergehilfe in verschiedenen Städten Deutschlands und der Schweiz. 1892 (anderen Angaben zufolge bereits im Sommersemester 1890) begann er schließlich doch ein Studium der Pharmazie und Naturwissenschaften, wofür zu dieser Zeit kein Abitur notwendig war. Nach mehreren Semestern an den Universitäten Greifswald und Leipzig, wo er im Oktober 1893 sein Staatsexamen bestand, wurde er 1894 an der Universität Erlangen mit der Auszeichnung magna cum laude zum Dr. phil. promoviert.
Um nach der Promotion den Einstieg in die wissenschaftliche Arbeitswelt zu schaffen, ging Neumann zu Karl Bernhard Lehmann an die Universität Würzburg, wo er einen Kurs in Bakteriologie besuchte und ab Juli zunächst als Hilfskraft sowie ab 1895 als Assistent des Professors tätig war. Gemeinsam gaben die beiden im Folgejahr das umfassende Pionierwerk „Atlas und Grundriss der Bakteriologie“ in zwei Bänden heraus, das sieben Auflagen erlebte und in vier Sprachen (französisch, spanisch, italienisch und englisch) übersetzt wurde. Während die Texte hauptsächlich von Lehmann stammten, übernahm Rudolf Neumann die Experimente und zeichnete die überaus detailreichen Abbildungen, welche lange Zeit eines der Alleinstellungsmerkmale des Werkes darstellten. In Würzburg wurde der junge Pharmazeut und Bakteriologe Mitglied in zwei Burschenschaften. Er hörte in seiner Freizeit einige medizinische Vorlesungen und besuchte Kurse; für das Staatsexamen war jedoch das Abitur nötig, welches Neumann während einer dreivierteljährigen Beurlaubung nachholte (Prüfung am 26. Juli 1898). Am 1. März 1899 folgte bereits die Promotion im Fach Medizin. Neben Würzburg hielt er sich für seine medizinischen Studien auch an den Universitäten Straßburg, Berlin und Universität Kiel auf.

### Wissenschaftliche Tätigkeiten 1899–1922
Im Anschluss daran war er ab Oktober 1899 für drei Monate als wissenschaftlicher „Hilfsarbeiter“ an der Pharmakologischen Abteilung des Kaiserlichen Gesundheitsamtes in Berlin tätig, wechselte jedoch wegen der unbefriedigenden Arbeitsbedingungen für ihn im Januar 1900 an das Hygienische Institut der Universität Kiel. Nach dem Besuch weiterer Vorlesungen im Fach Medizin folgte 1902 das Staatsexamen und noch im gleichen Jahr am 7. Juni die Habilitation für die Fächer Hygiene und Bakteriologie. Zum 15. März 1903 nahm Neumann eine Stelle als Abteilungsleiter am Hygienischen Staats-Institut in Hamburg an, kündigte jedoch nach einem Dreivierteljahr aufgrund von Differenzen mit dem Direktor William Philipps Dunbar und wegen Unzufriedenheit mit dessen autoritärem Führungsstil. Kurz darauf erhielt er das Angebot, an einer Forschungsreise des Hamburger Tropeninstituts (heute Bernhard-Nocht-Institut für Tropenmedizin) teilzunehmen; daraus resultierend untersuchte er ab Februar 1904 für drei Monate in Brasilien das Gelbfieber (die Ergebnisse publizierte er gemeinsam mit Moritz Otto im Jahr 1906). Gemeinsam mit Martin Mayer, Abteilungsleiter am Tropeninstitut, nahm er im Anschluss die Arbeit am Atlas und Lehrbuch wichtiger tierischer Parasiten und ihrer Überträger mit besonderer Berücksichtigung der Tropenpathologie auf. Auch hier war Neumann für die Zeichnungen zuständig (insgesamt erstellte er für das Werk über 1300 Stück) und sein Kollege für den Text, da aber beide diverse anderweitige Verpflichtungen hatten, konnte das Werk erst im Sommer 1914 erscheinen.
Im Juli 1904 wurde Neumann Assistent am Tropenhygienischen Institut in Hamburg und am dortigen Seemannskrankenhaus. Bereits im Januar 1905 wechselte er aber an das Hygienische Institut der Ruprecht-Karls-Universität Heidelberg, wo am 6. Mai die Nostrifikation erfolgte und er am 12. Juni 1906 zum außerordentlichen Professor ernannt wurde. März und April 1908 hielt er sich für Forschungsarbeiten an der Zoologischen Station Neapel auf. Am 29. Dezember 1909 erhielt er einen Ruf auf den ordentlichen Lehrstuhl für Hygiene an der Justus-Liebig-Universität Gießen, den er zum Sommersemester des folgenden Jahres annahm. Mit dieser Professur einher ging das Direktorat des Gießener Hygiene-Institutes. Kurz darauf wurde er von seinem ehemaligen Schüler, dem thailändischen Prinzen Rangsit Prayurasakdi, mit dem Weißen Elefantenorden IV. Klasse ausgezeichnet und eingeladen, als Leiter des thailändischen Gesundheitssystems nach Bangkok zu kommen. Er lehnte ab, hielt aber zeitlebens freundschaftlichen Kontakt zu dem Prinzen und erhielt noch 1938 Besuch von ihm. Ab 1912 beschäftigte er sich dort insbesondere mit Tollwutinfektionen. Zum Sommersemester 1914 ging er als ordentlicher Professor sowie als Direktor des dortigen Hygiene-Instituts an die Rheinische Friedrich-Wilhelms-Universität Bonn. Von dort aus unternahm er eine Forschungsreise nach Ostafrika, die jedoch wegen des Kriegsausbruchs frühzeitig beendet werden musste, und wurde als Kriegseinsatz für die Hygiene in Allenstein eingesetzt.

### Direktor am Hamburger Hygiene-Institut und späte Jahre
Zum Wintersemester 1922/1923 wechselte Rudolf Otto Neumann als Nachfolger des verstorbenen William Philipps Dunbar (* 1863; † 1922) auf die Direktion des Hygiene-Instituts Hamburg und den dazugehörigen Lehrstuhl für Hygiene, in dem er 1903 bereits kurzzeitig gearbeitet hatte. Anfangs befürchtete er, die relative Jugend der dortigen Universität (1919 gegründet) könnte seiner wissenschaftlichen Reputation abträglich sein und die Doppelfunktion als Universitätsprofessor und Direktor eines unabhängigen Instituts eine zu hohe Arbeitsbelastung bedeuten, letztlich ließ er sich jedoch von der guten finanziellen und technischen Ausstattung überzeugen. Im August 1923 wurde er Mitglied des Reichsgesundheitsrates. Zum 1. Mai 1933 trat er, der bisher eher unpolitisch gewesen war, der NSDAP bei (Mitgliedsnummer 3.279.649) und unterzeichnete im November 1933 das Bekenntnis der deutschen Professoren zu Adolf Hitler. Im gleichen Jahr wurde er am 17. November zum Mitglied der Kaiserlichen Leopoldinischen Carolinischen Akademie in Halle an der Saale ernannt und erhielt am 22. November sein Aufnahmediplom.
Am 21. Januar 1935 wurde das Gesetz über die Entpflichtung und Versetzung von Hochschullehrern aus Anlass des Neuaufbaus des deutschen Hochschulwesens erlassen, aus dem resultierend Neumann entlassen werden sollte, da er das 65. Lebensjahr bereits vollendet hatte. Allerdings wurde kein passender Nachfolger gefunden, sodass er zwar zum 30. September emeritiert wurde, aber seine Aufgaben zunächst in Selbstvertretung weiterführte. Im April 1935 trat er in den Nationalsozialistischen Lehrerbund und den Reichsbund der Deutschen Beamten ein. 1937 erhielt er die Bürgermeister-Stolten-Medaille der Freien und Hansestadt Hamburg. Im gleichen Jahr beendete Neumann seine Tätigkeit am Hygiene-Institut; Nachfolger wurde auf seinen Wunsch hin und nach langen Verhandlungen mit den zunächst ablehnenden Behörden der in München lehrende Hygieniker Karl Süpfle. Als dieser während des Zweiten Weltkriegs zum Heer eingezogen wurde, um an der Front als hygienischer Berater zu dienen, vertrat er ihn bis zum April 1940 kommissarisch; anschließend übernahmen Otfrid Ehrismann und Walter Gaehtgens diese Tätigkeit. Vorlesungen hielt er noch regelmäßig bis zum Sommersemester 1943 und war auch weiterhin unterstützend im Institut tätig. 1943 schließlich kam Horst Habs als Direktor nach Hamburg, im gleichen Jahr erhielt Rudolf Otto Neumann die Goethe-Medaille für Kunst und Wissenschaft.
Im Rahmen der Entnazifizierung wurde Neumann 1945 in die Gruppe IV, also als „Mitläufer“, eingestuft, in einem Berufungsverfahren 1948 erfolgte eine Neubeurteilung und Einstufung in die Gruppe V („Unbelastet“). Am 20. Juni 1951 wurde die neu angeschaffte Barkasse des Hygiene-Instituts für wissenschaftliche Untersuchungen auf dem Wasser und zur Untersuchung der Qualität des Elbewassers auf den Namen Rudolf Otto Neumann getauft. Im folgenden Jahr starb Neumann.

### Persönlichkeit, Forschungen und Privates

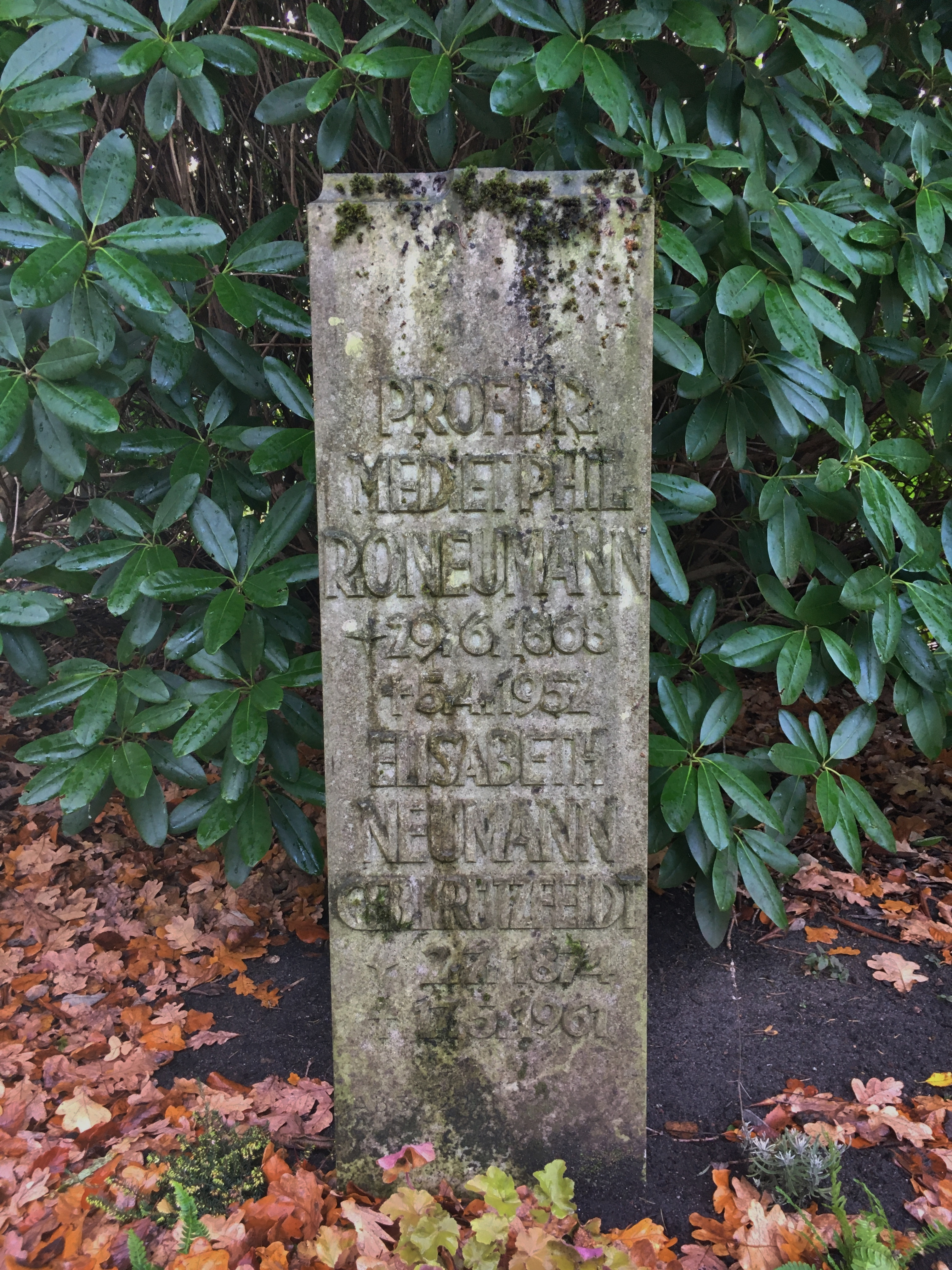
Grabstätte Rudolf Otto Neumann auf dem Friedhof Ohlsdorf

Rudolf Otto Neumann war trotz seiner zunächst sehr beschränkten finanziellen Möglichkeiten eine sehr ehrgeizige Persönlichkeit und hatte meist kein einfaches Verhältnis zu seinen Vorgesetzten. Seiner wissenschaftlichen Tätigkeit widmete er seine gesamte Kraft und führte sie – besonders als Institutsdirektor – diszipliniert und engagiert durch. Gleiches verlangte er auch von seinen Mitarbeitern, sodass er als streng und unnahbar wahrgenommen wurde. Politisch war Neumann nationalkonservativ eingestellt und pflegte eine Ablehnung gegen die Sozialdemokratie und den Kommunismus einerseits, einen massiven Antisemitismus andererseits. Während des Dritten Reiches war er Mitglied der NSDAP, allerdings anscheinend ohne Parteiämter auszuüben, seiner Aussage nach dem Weltkrieg zufolge war er kein überzeugter Anhänger der staatlich verordneten Ideologie. Seine Tagebucheinträge, die allerdings nachträglich noch einmal überarbeitet wurden, zeigen einerseits massive Ablehnung einiger nationalsozialistischen Neuerungen in Staat und Gesellschaft, andererseits (besonders im Nachhinein) eine Verklärung der Politik des Dritten Reiches. Nach 1945 unterstützte er die Deutsche Rechtspartei.
Neumann hatte eine sehr weit gefasste Vorstellung von seinem Fachgebiet und bezog neben der Hygiene im engeren Sinne auch die weiteren Beziehungen des Menschen zu seiner Umwelt in einem interdisziplinären Ansatz mit ein. Mit großem Einsatz kümmerte er sich seit der Schulzeit um den Aufbau seiner Privatsammlung zu hygienischen Themen, die er 1935 dem Institut übermachte und die schließlich über 15.000 Objekte beinhaltete, aber nach seinem Tod nur zum Teil erhalten blieb. Neumann befasste sich teilweise in Selbstversuchen mit Parasiten sowie dem täglichen Nahrungsbedarf von Menschen. 1902 publizierte er aus letzterem resultierend eine umfassende Untersuchung zur täglichen benötigten Menge an Nährstoffen, besonders Eiweißen. Später untersuchte er auch die Auswirkungen einer Ernährung unter Kriegsbedingungen und testete unter anderem verschiedene Brotersatzstoffe, Alkohole, Kakao sowie eine ausschließlich aus Sojabohnen bestehende Ernährung. Für diese Tätigkeiten im Dienste der Kriegswirtschaft wurde er 1917 mit dem Titel Geheimer Medizinalrat ausgezeichnet. Insgesamt publizierte er mehr als 125 wissenschaftliche Arbeiten. Durch Radiovorträge und Ausstellungen versuchte er die Aktivitäten des von ihm geleiteten Instituts auch einer breiteren Öffentlichkeit nahezubringen.
Rudolf Otto Neumann war evangelischer Konfession. Er lernte während seines Aufenthaltes als Assistent in Kiel (1900–1903) Elisabeth Minna Dorothea Krützfeldt (1874–1961) kennen, die seine Lebensgefährtin wurde und auch bei offiziellen Anlässen als seine Begleiterin auftrat. Nichtsdestotrotz heirateten die beiden erst im Jahr 1931, und zwar aus steuerlichen Gründen. Beide unternahmen alleine mehrere Reisen (Neumann meist aus Gründen der Sparsamkeit als Schiffsarzt), lediglich eine längere gemeinsame Unternehmung zur Weltausstellung in Chicago fand 1933 statt. Rudolf und Elisabeth Neumann setzten sich für den Tierschutz ein und setzten den Hamburger Tierschutzverein von 1841 als Erbe ein. In Hamburg lebten die beiden zunächst in ihrer Dienstwohnung auf dem Institutsgelände in der Jungiusstraße, 1934 zogen sie in eine Villa der Gründerzeit in der Rothenbaumchaussee 193. 
Neumann verstarb 83-jährig in Hamburg und wurde auf dem dortigen Friedhof Ohlsdorf im Planquadrat AB 32 südöstlich von Kapelle 6 beigesetzt.

## Schriften (Auswahl)
Wissenschaftliche Publikationen
- mit Karl Bernhard Lehmann: Atlas und Grundriß der Bakteriologie und Lehrbuch der speziellen bakteriologischen Diagnostik. 2 Bände, Lehmann, München 1896; 7. Auflage 1926/1927.
- mit Hans Erich Moritz Otto: Studien über das Gelbfieber in Brasilien während der auf Veranlassung des Institutes für Schiffs- und Tropenkrankheiten in Hamburg im Sommer 1904 ausgeführten Gelbfieberexpedition. Veit & Comp., Leipzig 1906.
- mit Martin Mayer: Atlas und Lehrbuch wichtiger tierischer Parasiten und ihre Überträger. Mit besonderer Berücksichtigung der Tropenpathologie. Lehmann, München 1914.
- Die im Kriege 1914–1918 verwendeten und zur Verwendung empfohlenen Brote, Brotersatz- und Brotstreckmittel unter Zugrundelegung eigener experimenteller Untersuchungen. Zugleich eine Darstellung der Brotuntersuchung und der modernen Brotfrage. Julius Springer, Berlin 1920.

Posthum edierte Tagebuchauszüge
- Rudolf Otto Neumann: Reise nach Ägypten über die Schweiz und Italien und Studienaufenthalt in Kairo 14. 3. 1909 – 5. 5. 1909. Bearbeitet und kommentiert von Felix Brahm (= Schriftenreihe des Instituts für Hygiene und Umwelt, Hamburg. Band 1). Edition Temmen, Hamburg 2005, ISBN 3-86108-080-X.
- Romy Steinmeier (Hrsg.): „Hamburg hatte aber auch seine guten Seiten“. Rudolf Otto Neumann und das Hygienische Institut Hamburg (= Schriftenreihe des Instituts für Hygiene und Umwelt, Hamburg. Band 3). Edition Temmen, Hamburg 2005, ISBN 3-86108-083-4.